# 大勇路 (高雄市)

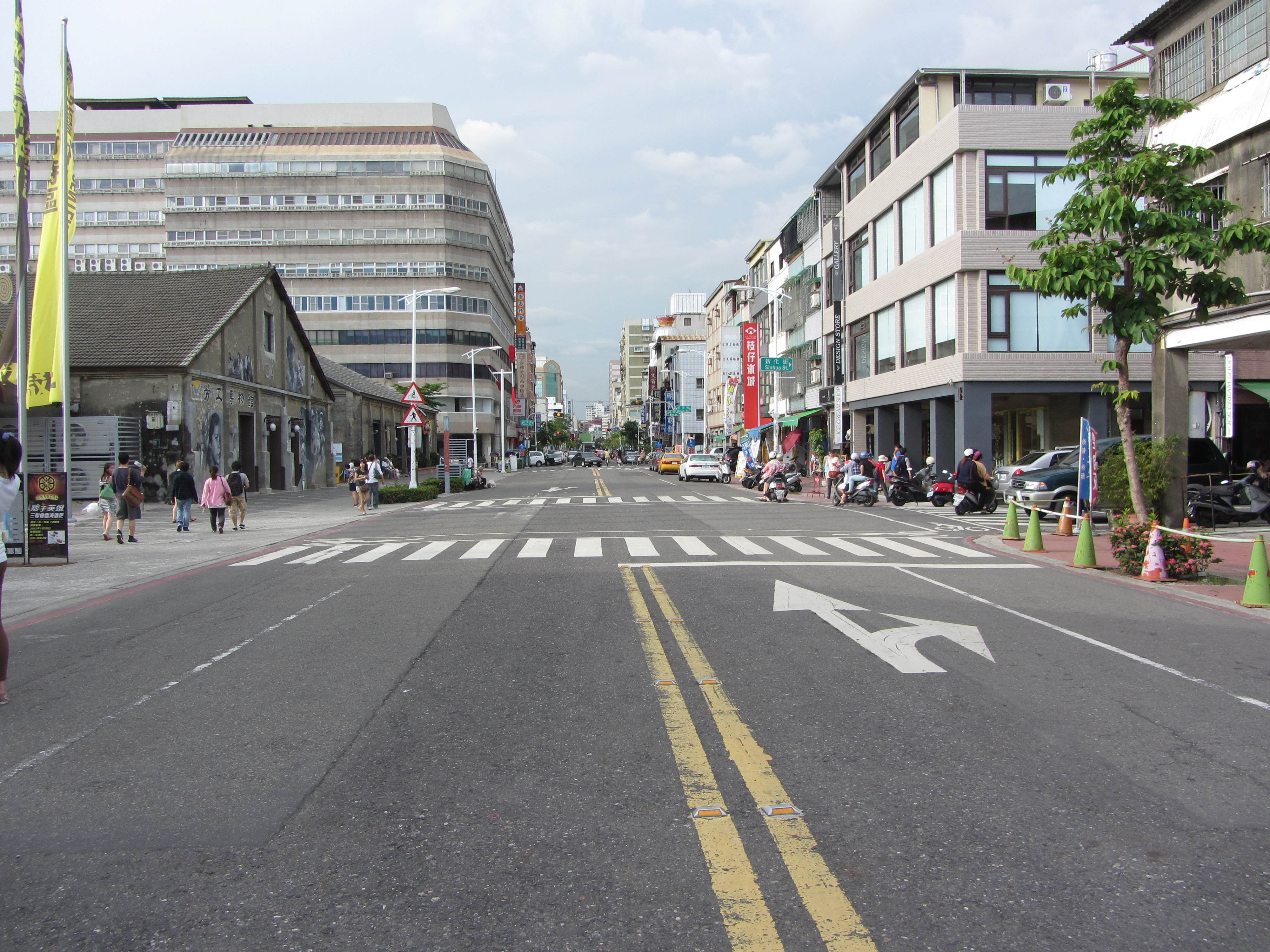
大勇路

大勇路（Dayong Rd.）為高雄市一般道路，起端為河西路，末端為必信街，為高雄捷運橘線鹽埕埔站的重要道路，為配合鹽埕埔站而改為行人徒步區。早年的大勇路為高雄市商業中心，大新百貨、光復戲院都是主要的代表建築物，隨著鹽埕區的沒落，大勇路也漸漸黯淡。而隨著高雄捷運的通車，高雄市政府規劃大仁路到五福路間為徒步區，目的是希望重新帶動鹽埕區以及大勇路的風華，希望可成為台灣第二個西門町。高雄市政府新聞局規劃請藝人在徒步區開演唱會，來帶動此地。

## 行經行政區域
- 鹽埕區

## 沿線設施
- 高雄國際會議中心
- 土地銀行高雄分行
- 鹽埕市民廣場
- 麥當勞
- 合作金庫銀行高雄分行
- 彰化銀行鹽埕分行
- 高雄捷運橘線鹽埕埔站
- 大新百貨
- 高雄市鹽埕區鹽埕國民小學
- 高雄文賓大飯店
- 駁二藝術特區

## 本道路交通
- 原規劃時段性行人徒步區（禁止汽機車進入）大仁路至五福路，卻因在地居民抗議而在2010取消，改為設置雙向兩車道與停車帶，最後僅僅維持兩個月的行人徒步區
- 2019年韓國瑜市府任期時改鋪柏油，完全變為車道，變為人行道在中間，兩側進出需要橫越車道的畸形現象

## 公共自行車
- 高雄市公共自行車租賃系統：
  - 鹽埕市民廣場：大勇路/中正四路(西南側)
  - 捷運鹽埕埔站(1號出口)：大勇路64號對側
  - 公園二大勇路口：公園二路147號(對側人行道)

## 外部連結
- 自由電子報 - 大勇路徒步區 今起白天通車[永久]
- 「O2深呼吸，我愛鹽埕區」系列活動鹽埕埔開唱[永久]